# Russelia equisetiformis
Russelia equisetiformis, auch als Russelie oder Springbrunnenpflanze bezeichnet, ist ein strauchförmiger Vertreter der Wegerichgewächse (Plantaginaceae) mit scharlachroten Blüten. Das Verbreitungsgebiet liegt in Mexiko. Die Art wird in den Tropen und Subtropen häufig als Zierpflanze verwendet.

## Beschreibung

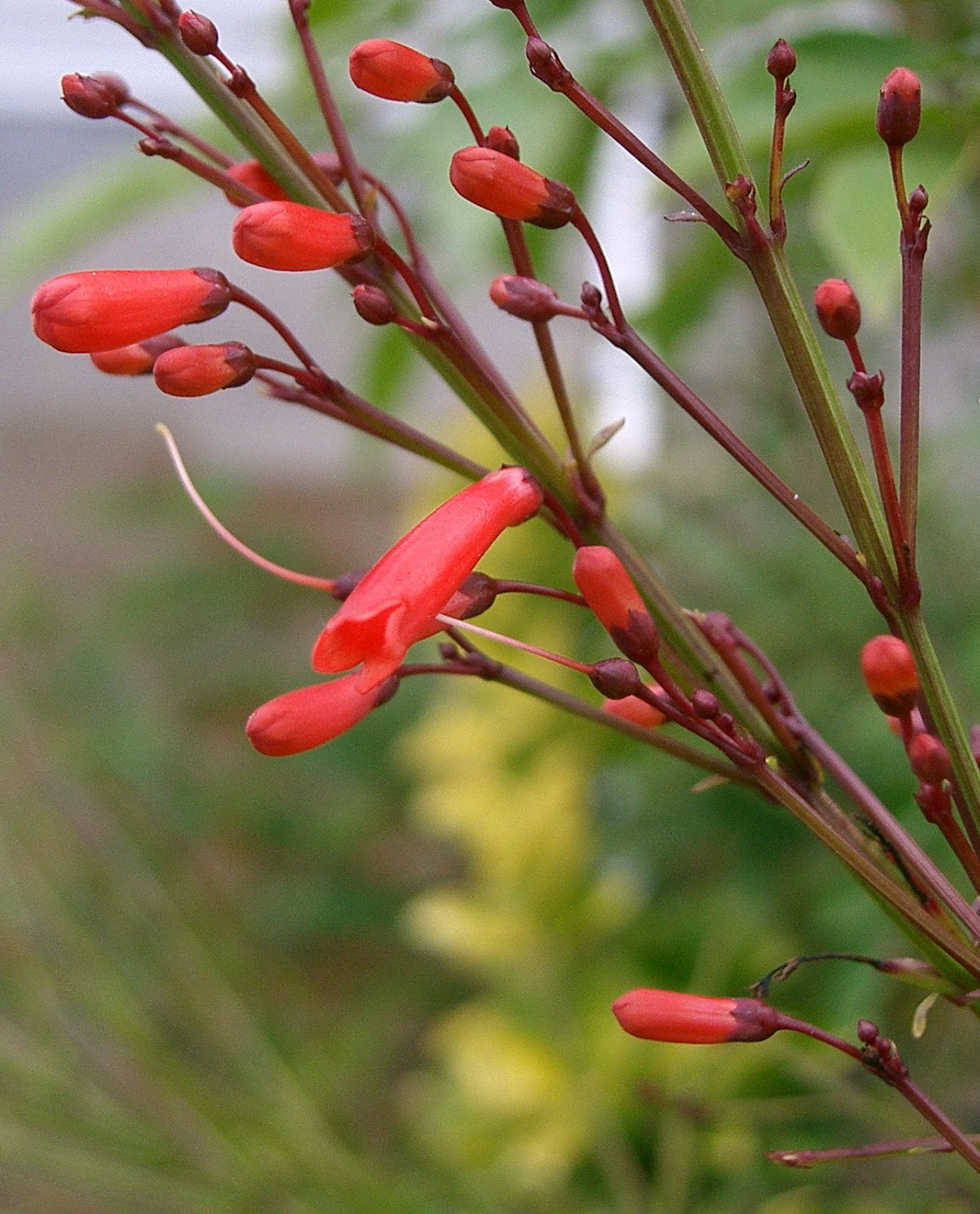
Einzelne Blüten

Russelia equisetiformis wächst als ein meist immergrüner bis zu 1,5 Meter hoher, dicht verzweigter Halbstrauch mit rutenförmigen, aufrechten bis ausgebreiteten Ästen und zahlreichen dünnen und überhängenden, kahlen Zweigen. Die Äste und Zweige sind rippig und behaart bis kahl.
Die sitzenden bis gestielten, rauen Laubblätter sind gegenständig bis wirtelig angeordnet, am Grund der Triebe sind sie größer und eiförmig, spitz sowie grob gezähnt, in den oberen Bereichen kleiner und meist nadel- oder schuppenförmig. 
Die zwittrigen, fünfzähligen, gestielten und roten Blüten wachsen oft nickend bis zu dritt in lockeren, quirlig stehenden, achselständigen Trauben entlang der Triebe. Der außen kahle Blütenkelch ist klein und tief gespalten. Die außen kahle, schmal-trichterförmige Blütenkrone ist scharlachrot und bis etwa 2,5 Zentimeter lang. Ihr kurzer Saum ist zweilippig und fünffach gespalten, die Abschnitte dazwischen sind gerundet. Die 4 eingeschlossenen Staubblätter sind didynamisch, das Staminodium ist sehr kurz. Der zweikammerige Fruchtknoten ist oberständig mit langem, schlankem Griffel und geteilter Narbe. Es ist ein Diskus vorhanden.
Als Früchte werden gelbe, vielsamige und rundliche, innen haarige Kapselfrüchte gebildet.
Die Chromosomenzahl beträgt 2n = 20.

## Verbreitung
Das natürliche Verbreitungsgebiet liegt in Mexiko.

## Ökologie
Die Art wird wie viele andere rote Blütenpflanzen der Tropen durch Kolibris und andere Nektarvögeln bestäubt.

## Systematik und Forschungsgeschichte
Russelia equisetiformis ist eine Art aus der Gattung Russelia in der Familie der Wegerichgewächse (Plantaginaceae). Sie wurde 1831 von Diederich von Schlechtendal und dem deutschen Dichter Adelbert von Chamisso in Linnaea erstbeschrieben. Der Gattungsname Russelia erinnert an den schottischen Arzt und Naturwissenschafter Alexander Russell (etwa 1715 bis 1768). Das Artepitheton equisetiformis verweist auf die Triebe der Art, die denen von Schachtelhalmen (Equisetum) ähneln. Ein Synonym der Art ist Russelia juncea Zucc.

## Verwendung
Die Art blüht reich und dauerhaft und ist als Zierstrauch in den Tropen und Subtropen weit verbreitet. In mediterranen Gärten findet man sie manchmal als Kübelpflanze.